# アコス

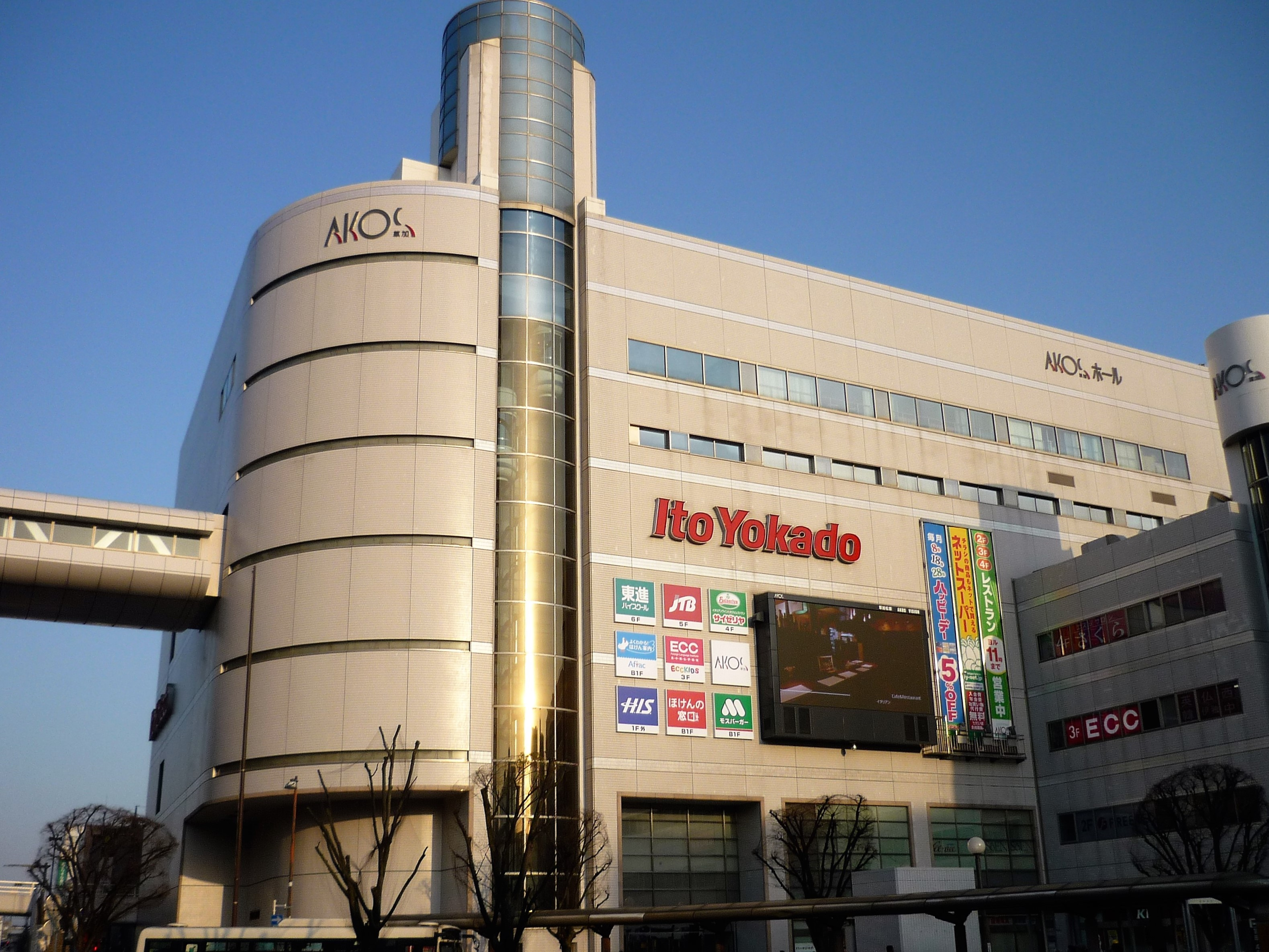
アコス南館

アコス (AKOS) は、埼玉県草加市の東武伊勢崎線草加駅東口再開発事業により、1992年（平成4年）2月に完成した再開発ビル群の名称である。この名称は「Akro of Soka」（草加の核）の頭文字に由来する。
アコス南館、アコス北館、カフェ、アコス北館Nビルの4つの建物とイベント用のミニステージ、シティパーキングアコス（地下駐車場）、アコスホール（多目的スペース）で構成される。
設計はアール・アイ・エー、施工は西松建設、大林組、佐藤工業である。ビルの運営・管理はアコス株式会社（英称：AKOS Corporation）が行っている。

## ビル概要
北館
8階建てで、草加マルイ（旧：丸井草加店→草加マルイ&アウトレット）と専門店で構成される。以前までは、写真にもあるとおり、外観のロゴは「OIOI」ではなく、柏店や水戸店などで使用されている「MARUI」を使用していたが、2022年より「OIOI」に移行している。
南館
1935年から1987年まで存在した映画館「草加劇場」の跡地に立地。7階建て（一部4階建て）で、イトーヨーカドー草加店とアコス専門店、三菱UFJ銀行、みずほ銀行、アコスホール、シティパーキングアコスで構成される。
カフェ
サンマルクカフェ埼玉マルイ草加店→上島珈琲店草加マルイ店が入居していたが閉店。2021年6月28日に、日高屋グループの店舗 町中華 真心 が開店する。
北館Nビル
7階建てで、高砂ブックス草加店（書店）、モッズ・ヘア草加店（ヘアサロン）、メガネ・コンタクトレンズ店、眼科、生命保険会社のセールスオフィスが入居している。

## 歴史
- 1974年（昭和49年）3月 - 基本構想策定。
- 1978年（昭和53年）9月 - 再開発事務所設置。
- 1979年（昭和54年）9月 - 草加駅東口再開発研究会結成。
- 1982年（昭和57年）3月 - 都市計画決定。
- 1985年（昭和60年）4月 - 北館のキーテナントが丸井に決定。
- 1986年（昭和61年）3月 - 都市計画変更。
- 1987年（昭和62年）
  - 7月 - 草加駅東口再開発事業計画決定。
  - 11月 - 南館のキーテナントがイトーヨーカドーに決定。
- 1988年（昭和63年）9月 - 権利変換計画決定。
- 1989年（平成元年）3月 - 着工。
- 1992年（平成04年）
  - 2月 - 竣工。
  - 9月 - 草加駅東口再開発ビル管理会社設立。

## 催事
- イトーヨーカドー草加店、草加マルイ、アコス専門店、駅ビルのヴァリエが、「アコスサンクスフェスタ」を共同開催している。